# Gómez III Suárez de Figueroa y Córdoba
Gómez III Suárez de Figueroa y Córdoba (Zafra, 1523-El Escorial, 1571), quinto conde (1552-1567) y primer duque de Feria (1567-1571), era hermano de Pedro I Fernández de Córdoba y Figueroa, al que sucedió al morir este sin descendencia masculina y no poder heredar su hija, Catalina Fernández de Córdoba-Figueroa, el título de condesa de Feria dada la agnación rigurosa del mismo. A su vez era el segundo hijo de Lorenzo III Suárez de Figueroa, III conde de Feria y II marqués de Priego (consorte). 

## Biografía
Como segundón que era, se dedicó a la milicia en la que llegó al alcanzar el grado de capitán de la Guardia del entonces príncipe Felipe de Austria. Pero el fallecimiento de su hermano en 1552 le posibilitó ser V conde de Feria. Soltero en esa fecha, se le intentó casar con su sobrina Catalina, hija de Pedro I, para así asegurar la unión de las casas de Feria y Priego.
Firmado el compromiso, hubo que esperar hasta la edad núbil de Catalina, lo que unido a las largas estancias en el extranjero del quinto conde al servicio de la Corona, propiciaron que se enamorara de la inglesa Jane Dormer, dama de honor de María Tudor, reina de Inglaterra, y que rompiera el compromiso con su sobrina. Se casa con Jane el 29 de diciembre de 1558 en la capilla del Savoy.

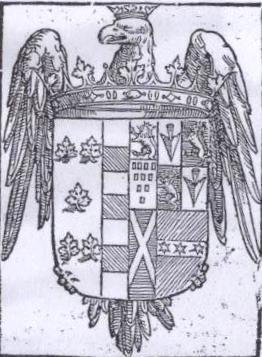
Armas del I Duque de Feria.

Muy cercano al príncipe Felipe, antes de ser cabeza de su Casa recibió la Encomienda de Beas que permutó posteriormente por la más rica de Segura. Cortesano que no conocía la envidia, acompañó a Felipe en su periplo inglés como capitán de su Guardia Española y fue posteriormente embajador en la Corte de Isabel I. También le acompañó durante la estancia del ya Felipe II en Flandes.

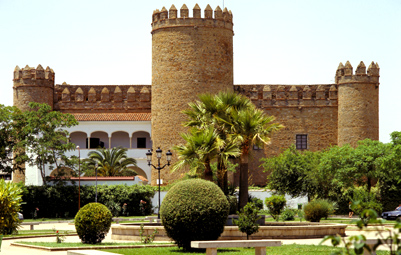
Palacio de la Casa de Feria en Zafra.

Fue gobernador de Milán entre 1554 y 1555. En agosto de 1561 se retira a su señorío decayendo su actividad político-diplomática hasta que, nombrado miembro del Consejo de Estado y Guerra, recibió en el último tramo de su vida la dignidad ducal y la Grandeza de España (1567) con todas sus preeminencias. En el mismo acto, el rey le concedió una merced de 30 000. escudos, el título de marqués de Villalba para el heredero de Casa, así como una pensión vitalicia de 6000 escudos. Tras su ascenso al ducado, le vemos de nuevo en la Corte de Madrid. 
Cuando en 1571, residiendo en El Escorial junto al monarca, se preparaba para la gobernación de los Países Bajos, cayó repentinamente enfermo y le sorprende la muerte. Sus restos permanecieron en el monasterio de San Jerónimo en Guisando y después fueron trasladados al convento de Santa Clara en Zafra, fundado en 1428 por el I señor de Feria, Gómez I Suárez de Figueroa.
Le sucedió su hijo Lorenzo IV Suárez de Figueroa y Córdoba.